# Otto Reimers
Otto Reimers (* 17. September 1902 in Grambek (Schleswig-Holstein); † 22. Oktober 1984 in Laufenburg (Baden)) war ein deutscher Autor, Zeitschriften-Herausgeber und Anarchosyndikalist.

## Leben
Als ältester von fünf Geschwistern musste Reimers nach Beendigung der Schule bereits anfangen zu arbeiten; er tat dies bei Waldarbeitern und Bauern, um die finanzielle Situation seiner Familie zu erleichtern.
In den 1920er Jahren wurde Reimers in der antiautoritären Arbeiterbewegung aktiv. Im Jahre 1926 gründete er mit Karl Matzen, Karl Roche und Ernst Fiering in Hamburg den Block antiautoritärer Revolutionäre, bestehend aus Anarchosyndikalisten, Anarchisten, Unionisten und Individualanarchisten. Sprecher bei den Treffen waren u. a. Pierre Ramus, Ernst Friedrich, Helmut Rüdiger und Rudolf Rocker. Zusammen mit Paul Schöß übernahm er 1926 den Vertrieb der Zeitschrift Proletarischer Zeitgeist (1922–1933) von der Allgemeinen Arbeiter-Union (AAU) und arbeitete an der Zeitschrift Die freie Gesellschaft mit. 
Nach der Machtübernahme der Nazis musste Reimers gezwungenermaßen mit seiner Arbeit für Zeitschriften aufhören. Während des Zweiten Weltkrieges hatte Reimers eine Hoch- und Tiefbaufirma; insgesamt hat er 42 Jahre in einem Hoch- und Tiefbaubetrieb gearbeitet, in den letzten Jahren als Bauleiter.
Nach Kriegsende war Reimers aktiv als Herausgeber der ersten anarchistischen Zeitschrift in Deutschland, Mahnruf; publiziert einige Wochen nach Kriegsende (Mai bis Dezember 1945). Reimers wollte mit dem Mahnruf zur Gründung einer neuen anarchistischen Bewegung beitragen. Die gehoffte Resonanz blieb allerdings aus. Illegal erschien die Zeitschrift bereits von 1933 bis 1934, ebenfalls von Reimers herausgegeben. Außerdem war er Herausgeber der Zeitschriften Information, anarchistische Gedanken und Betrachtungen zur Geschichte, Literatur und Politik der Gegenwart; zusammen mit Heinrich Freitag und Walter Stöhr (1956–1961). In den Jahren 1955 bis 1959 war er auch Herausgeber des deutschsprachigen, internationalen anarchistischen Mitteilungsblattes C.R.I.A. (Commission de Relations Internationales Anarchistes). 
1959 wurde der Bund freier Sozialisten und Anarchisten auf einem Anarchistenkongress in Neviges gegründet, wobei Reimers einer der Mitinitiatoren des Kongresses war. Er war Mitglied der Föderation freiheitlicher Sozialisten (FfS).
Seine Zeitschrift Neues Beginnen (1969–1971) brachte Beiträge aus linksliberaler, demokratischer und freier sozialistischer Sichtweise. Die von Reimers redigierte Publikation Zeitgeist – für sozialen Fortschritt, freien Sozialismus, Kultur und Zeitgeschehen erschien von 1971 bis 1974. Sie fusionierte später mit der von Heiner Koechlin herausgegebenen Zeitschrift Akratie, in der auch der Anarchosyndikalist Willi Paul veröffentlichte.
Neben seiner Tätigkeit als Herausgeber war er auch Autor zahlreicher Artikel. Wolfgang Haug veröffentlichte einen Nachruf auf Otto Reimers, Das politische Engagement war ihm Berufung und Verpflichtung, in der Zeitschrift Schwarzer Faden (Nr. 16, April 1984, Seite 56).

## neues beginnen
Im Verlag Walter Stöhr erschien von 1969 bis 1971 die anarchistische Zeitschrift neues beginnen, herausgegeben von Otto Reimers in Hamburg. Der Untertitel lautete: „Beiträge zur Zeitgeschichte, Kultur und Politik aus linksliberaler–demokratischer und freier sozialistischer Gesinnung; eine Publikation von antiautoritären Sozialisten“. Vorgestellt wurde das Blatt mit den Worten: „Vertritt den humanistischen–demokratischen Sozialismus. Wendet sich gegen die Verketzerung des Wortes und der Weltanschauung des Anarchismus“. Und: „Die Zukunft darf nicht mehr der Gewalt gehören, sondern dem Mit- und Nebeneinander aller Menschen“. neues beginnen erschien zweimonatlich mit einer Auflage von 600 Exemplaren. Nachfolger war die Zeitschrift Zeitgeist. Bereits 1960 wurde die gleichnamige anarchistische Publikation neues beginnen herausgegeben von Karl Blauert in Iserlohn. Die Zeitschriften Information und Befreiung sollten zusammengelegt werden mit neues beginnen. Wegen interner Meinungsverschiedenheiten auf dem Anarchistenkongress in Neviges wurde das Projekt eingestellt und realisiert von Reimers in 1969, indem er neues beginnen fortsetzte.

## Werke
- Revolte gegen Erziehung, Texte aus Proletarischer Zeitgeist (1931-1932), zusammengestellt von der Proletarischer Zeitgeist-Gruppe Pirna, 1932, 67 Seiten
- Aus dem Zeitalter der „Humanität“ der Jahre 1927–28, Texte aus Proletarischer Zeitgeist; zusammengestellt von der AAU-E Freital, 1928, 60 S.
- Bürgerinitiativbewegung, in: Akratie Nr. 8, 1977; Schwarzer Faden Nr. 9/1982
- Mahnruf – Widerstand im Dritten Reich. In: Schwarzer Faden Nr. 3, 1981
- Oskar Kanehl – ein rätekommunistischer Dichter, in: Schwarzer Faden Nr. 15, August 1984 (letzte Veröffentlichung)

## Weiterführende Literatur
- Günter Bartsch, Anarchismus in Deutschland. 1945–1965. Band 2/3, Seite 150–153, 165, 175. Fackelträger-Verlag, Hannover 1973, ISBN 3-7716-1351-5
- J. Wintjes / J. Gehret (Hg.), Ulcus-Molle-Info-Dienst. Jahrgänge 1969–1974 (Nachdruck). Seite 63, 93. Verlag Azid Presse, Amsterdam 1979, ISBN 90-70215-05-5
- Georg Hepp: Otto Reimers zum Gedenken. In: Die Freie Gesellschaft, Vierteljahresschrift für Gesellschaftskritik und Freiheitlichen Sozialismus, Heft Nr. 13/14 (1985), S. 94–96 ISSN 0722-3978